# Johann Melchior Roos

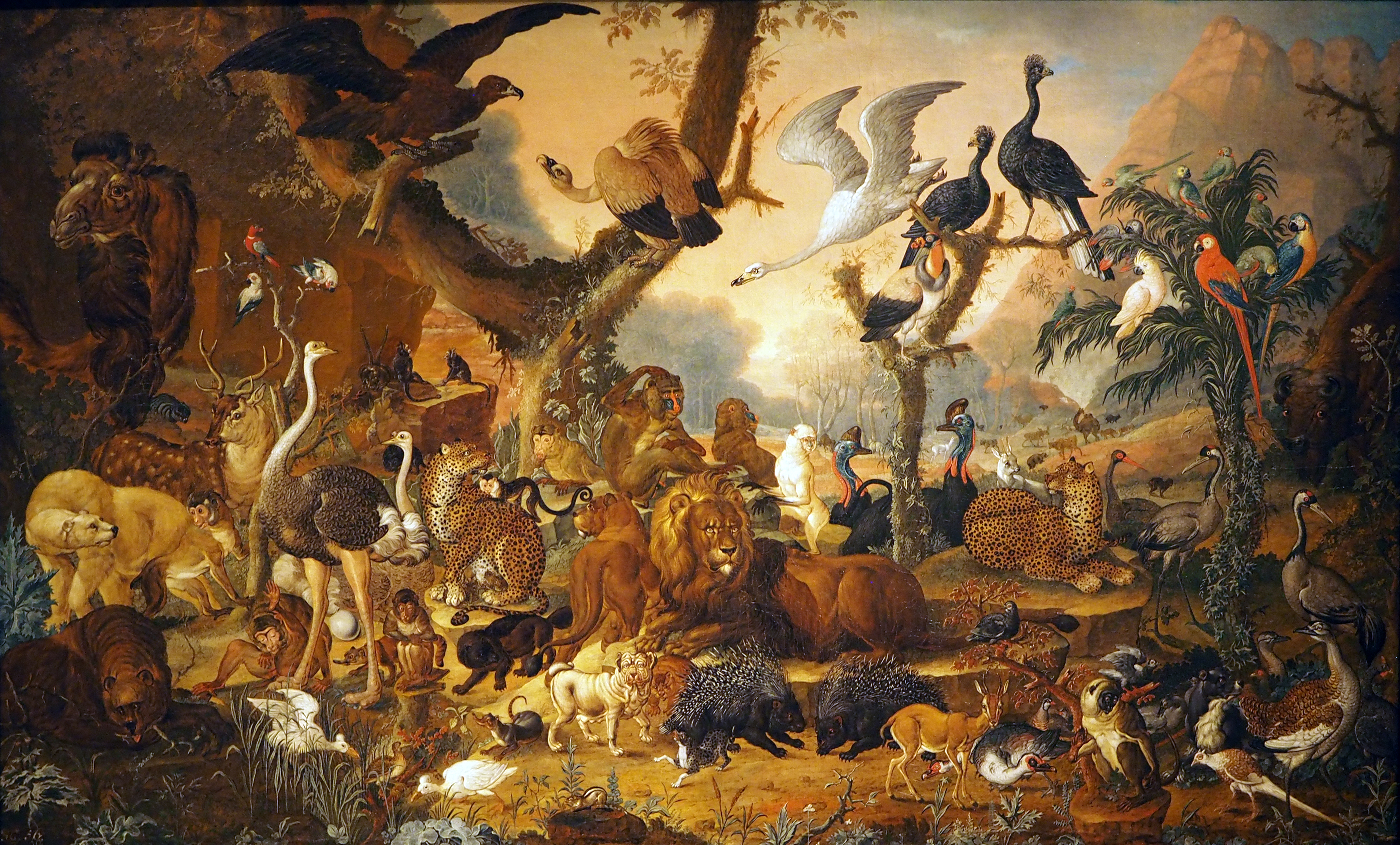
Het dierenrijk. (1728)

Johann Melchior Roos (Heidelberg, 1663 - Braunschweig, 1731) was een Duitse schilder, tekenaar en etser, actief in de late 17e en vroege 18e eeuw. 
Hij schilderde landschappen, portretten, stillevens, diervoorstellingen en botanische illustraties, vaak in een italianiserende stijl.
Roos was een zoon van de schilder Johann Heinrich Roos. Hij kreeg zijn opleiding van zijn vader en aan de Tekenacademie in Den Haag, waar hij rond 1684-1686 actief was. Vervolgens verbleef hij in Rome (1686-1690), waar hij samenwerkte met zijn broer Philipp Peter Roos. Na terugkeer werkte hij in diverse steden, waaronder Frankfurt am Main, Heidelberg, Neurenberg en vermoedelijk Kassel en Mainz. Op enig moment werd hij hofschilder van keurvorst en prins-bisschop van Bamberg Lothar Franz von Schönborn. In 1713 verbleef hij in Zwitserland, waar hij in het huwelijk trad met de weduwe van schilder Joseph Werner (II). Hij trouwde in totaal driemaal en had kinderen uit de eerste twee huwelijken. Roos stond bekend om zijn losse levensstijl en werd soms omschreven als lui. Zijn bijnaam Samstags-Roos zou verwijzen naar het feit dat hij slechts op zaterdagen werkte, of dat hij zijn werk verkocht wanneer zijn vrouw geld nodig had.